# ディープエコロジー
ディープエコロジー（Deep ecology）は、1973年にノルウェーの哲学者アルネ・ネスが提唱したエコロジーの概念である。
ネスはそれまでに存在した環境保護の活動を「シャローエコロジー」（Shallow ecology）とし、欠けている分野を深めたものを「ディープエコロジー」と名づけた。ネスによると、すべての生命存在は、人間と同等の価値を持つため人間が生命の固有価値を侵害することは許されない。従来の環境保護運動では、環境保護は人間の利益のためでもあると理由づけされていたが、ディープエコロジーにおいては環境保護それ自体が目的であり、人間の利益は結果にすぎない。
1970年代は公害反対運動など産業面での環境対策活動が主体であり、生活者個人の生き方にまで目を向けることは少なかった。
ディープエコロジーは、環境保護は究極的には個人の自覚と覚醒が重要であることを示し、1990年代以降の全地球規模の環境保護運動に直接・間接に大きな影響を与えている。

## ディープエコロジーの哲学
ディープエコロジーで提唱された主要な概念。
- エプロンダイアグラム
- 拡大自己実現
- エコソフィーT
- プラットフォーム原則

## 関連文献
日本語のオープンアクセス文献
- 森岡正博 「ディープエコロジー派の環境哲学・環境倫理学の射程」 科学基礎論研究 Vol.21, No.2 (1993) pp.85-90 PDF